# Idiocera blanda
Idiocera blanda là một loài ruồi trong họ Limoniidae. Chúng phân bố ở miền Tân bắc.